# Шейн Лоурі
Шейн Лоурі (англ. Shane Lowry) — ірландський гольфіст, переможець Відкритого чемпіонату Британії 2019 року.
Шейн Лоурі народився в родині гравця в гельський футбол Брендана Лоурі. У 2009-му, ще аматором, він виграв Відкритий чемпіонат Ірландії, що зробило його третім любитилем-переможцем турніру Європейського туру. Відкритий чемпіонат Британії (The Open) Лоурі виграв на ірландській землі, опередивши на 6 ударів Томмі Флітвуда. У третій день змагань від пройшов трасу за рекордну кількість ударів — 63.